# Serafino Dell'Uomo

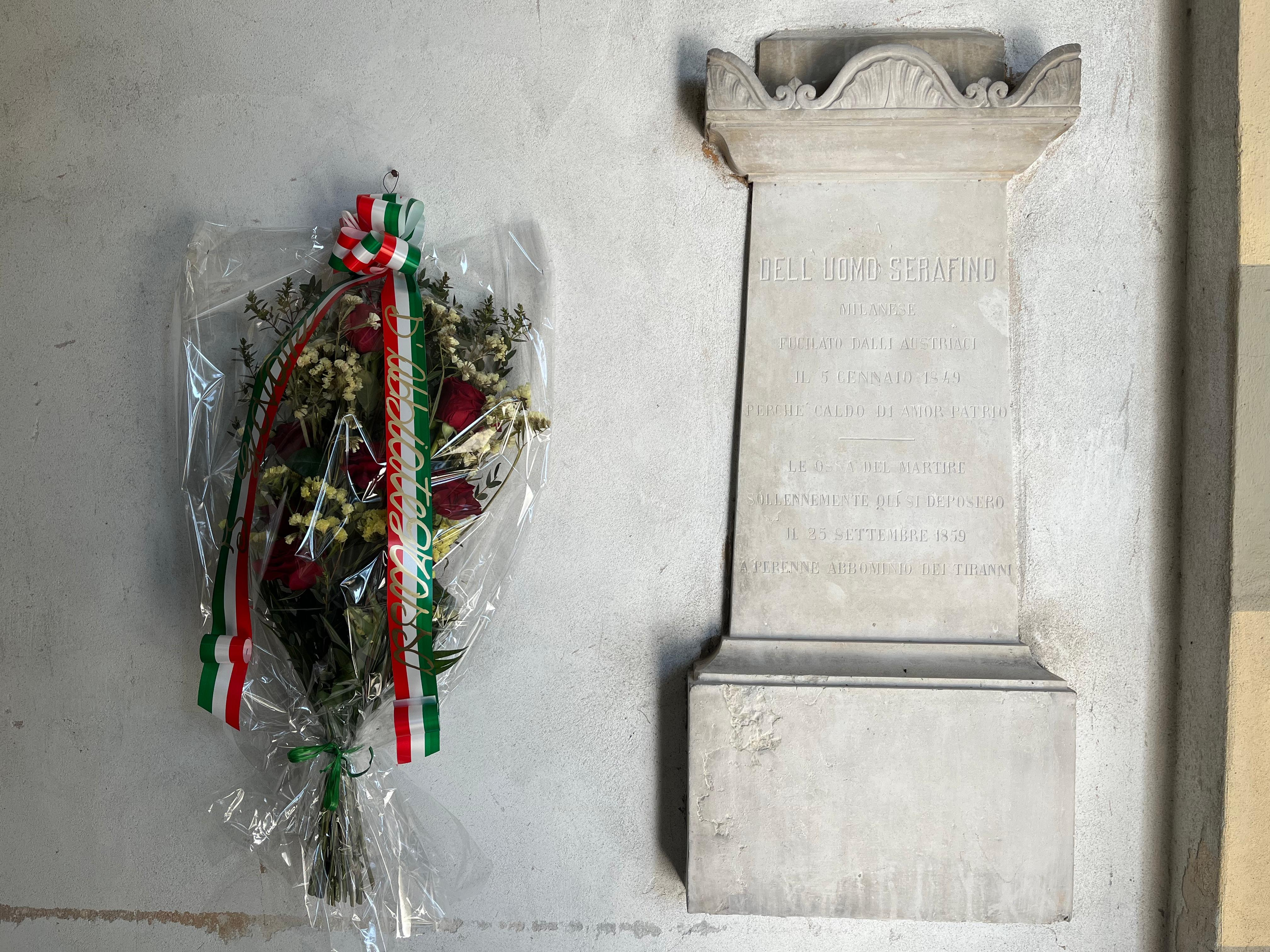
Il Cenotafio presente nel cimitero di Abbiategrasso.

Serafino Dell'Uomo (Milano, 1817 – Abbiategrasso, 5 gennaio 1849) è stato un patriota italiano del Risorgimento.

## Biografia
Serafino Dell'Uomo nacque a Milano nel 1817 per poi trasferirsi successivamente Londra per lavoro dove si trovava nel 1848 allo scoppio delle famose Cinque giornate di Milano. Si imbarcò immediatamente alla volta dell'Italia ispirato dalla lotta per la liberazione nazionale, combattendo proprio tra le barricate di Milano. Dopo il ritorno degli austriaci è costretto a riparare in Piemonte, ma viene catturato presso Abbiategrasso, nella vicina località della Ca' di Biss.
Trasportato alla cascina di Prato Maggiore dove era presente il comando austriaco relativo alla repressione delle attività patriottiche lungo il Ticino nell'area dell'abbiatense, il giovane Serafino venne perquisito e trovato in possesso di molto materiale propagandistico e lettere compromettenti. La notificazione apparsa sulla Gazzetta di Milano il 22 gennaio 1849 riguardante la sua condanna a morte fu la seguente: "Confessò  di conformità alle circostanze del fatto legalmente constatato di aver consegnato al sergente Berzsenyi dell'I.R. reggimento d'infanteria Arciduca Francesco Carlo n.52 una lettera con vari proclami incendiari". Fu fucilato il 5 gennaio 1849 nel fossato cittadino di Abbiategrasso, presso l'antica Porta Nuova, non lontano dal palazzo della famiglia Rossetti. Il cadavere, come riporta lo storico locale Pietro Parodi, rimase semisepolto per dieci anni: i soldati austriaci, in segno di disprezzo, lo seppellirono nel luogo dell'esecuzione "coperto da non più di dieci centimetri di terra, in una fossa troppo stretta tanto che vi fu costretto facendovelo calpestare dai soldati... Solo il giorno dopo, quando essendosi smossa la terra, uscivan fuori dalla fossa i piedi del morto, concessero che fosse meglio sepolto".
Con la liberazione durante la Seconda guerra d'indipendenza nel 1859, il corpo di Serafino Dell'Uomo venne recuperato e degnamente sepolto nel cimitero di Abbiategrasso dove ancora oggi si trova. Sul luogo dell'esecuzione si trova oggi un monumento in bronzo dedicato al martire del Risorgimento.

## Tributi e omaggi
- Milano, città natale di Serafino Dell'Uomo, gli ha dedicato una via.
- Abbiategrasso, gli ha dedicato una via ed un monumento, oltre ad ospitarne la salma nel cimitero locale